# Atlanta Thrashers
Atlanta Thrashers – amerykański klub hokeja na lodzie z siedzibą w Atlancie działający w latach 1999–2011, grający w NHL w dywizji Południowo-Wschodniej, konferencji wschodniej.

## Historia
Klub został założony w 1999 roku. Nazwa Thrashers oznacza w języku polskim „Przedrzeźniacze”. (Przedrzeźniacz rudy jest jednym z oficjalnych symboli stanu Georgia.)
W trwającej dwanaście sezonów historii klub nie zdobył Pucharu Stanleya. największym sukcesem drużyny było mistrzostwo dywizji w sezonie 2006/2007. Był to zarazem jedyny sezon, w którym zespół awansował do fazy play-off, odpadł jednak w pierwszej rundzie, przegrywając wszystkie spotkania.
Zespół posiadał afiliacje w postaci klubów farmerskich w niższych ligach. Tę funkcję pełniły Chicago Wolves w lidze AHL i Gwinnett Gladiators w rozgrywkach ECHL.
W maju 2011 poinformowano, że klub został odkupiony przez kanadyjskiego inwestora i zmieni swoją siedzibę na kanadyjskie miasto Winnipeg. W czerwcu 2011 władze NHL zatwierdziły przeniesienie klubu z Atlanty do Winnipeg. W lidze nowy klub będzie występować pod oryginalną nazwą Winnipeg Jets.

## Sukcesy
- Mistrzostwo dywizji: 2007

## Zawodnicy

### Zdobywcy nagród NHL
Calder Memorial Trophy - Dany Heatley: 2002
Maurice 'Rocket' Richard Trophy - Ilja Kowalczuk: 2004

### Kapitanowie zespołu
Od początku istnienia klubu, Trashers miał 8 kapitanów. Większość z nich było na tym stanowisku jeden sezon. Jedynie Shawn McEachern i Scott Mellanby byli kapitanami przez dwa sezony.
Pozostali kapitanowie: Kelly Buchberger, Steve Staios, Ray Ferraro, Bobby Holik, Ilja Kowalczuk, Andrew Ladd.

### Najlepsi zawodnicy sezonu zasadniczego

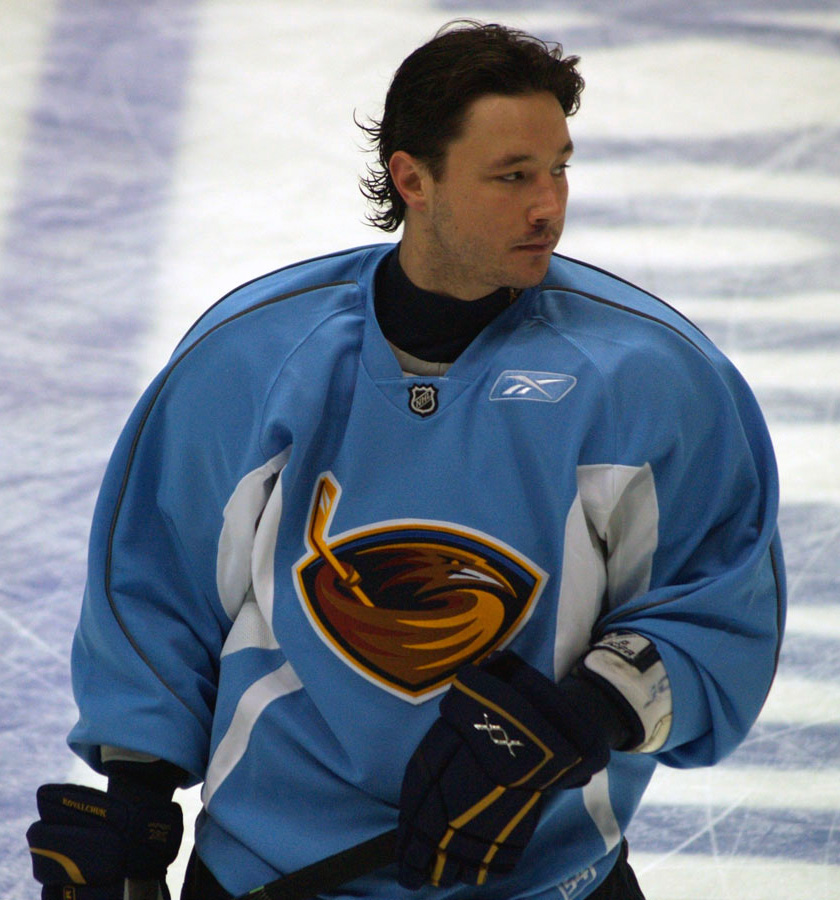
Ilja Kowalczuk najskuteczniejszy zawodnik Trashers.

Najbardziej utytułowanym graczem Drozdów był Ilja Kowalczuk, który rozegrał 594 mecze w ciągu ośmiu sezonów i zdobył 615 punktów. Wśród dziesięciu najskuteczniejszych zawodników drużyny, pięciu to reprezentanci Kanady, ponadto znajdują się również dwóch Rosjan oraz po jednym Czechu, Słowaku i Szwedzie.
POZ=Pozycja, M=Mecze, B=Bramki, A=Asysty, PKT=Punkty, P/M=Średnia liczba punktów na mecz
| Zawodnik          | POZ | M   | B   | A   | PKT | P/M  |
| Ilja Kowalczuk    | LW  | 594 | 328 | 287 | 615 | 1.04 |
| Wiaczesław Kozłow | LW  | 537 | 145 | 271 | 416 | 0.77 |
| Marian Hossa      | RW  | 222 | 108 | 140 | 248 | 1.11 |
| Marc Savard       | C   | 184 | 63  | 133 | 196 | 1.07 |
| Dany Heatley      | RW  | 190 | 80  | 101 | 181 | 0.95 |
| Patrik Štefan     | C   | 414 | 59  | 118 | 177 | 0.43 |
| Tobias Enström    | D   | 318 | 26  | 145 | 171 | 0.54 |
| Bryan Little      | C   | 282 | 68  | 81  | 149 | 0.53 |
| Ray Ferraro       | C   | 223 | 56  | 91  | 147 | 0.66 |
| Todd White        | C   | 221 | 43  | 93  | 136 | 0.61 |

### Zastrzeżone numery
Oficjalnie żaden z numerów zawodników Thrashers nie został zastrzeżony. Jedynie numer 37 od chwili śmierci Dan Snyder nie był używany przez zespół. Ponadto zastrzeżony został przez ligę NHL numer 99 w którym grał Wayne Gretzky.
| #  | Zawodnik       | Pozycja  | Lata w Atlancie |
| 37 | Dan Snyder     | Środkowy | 2000-2003       |
| 99 | Wayne Gretzky* | Środkowy | ---             |